# Wilhelm Freiherr Knigge

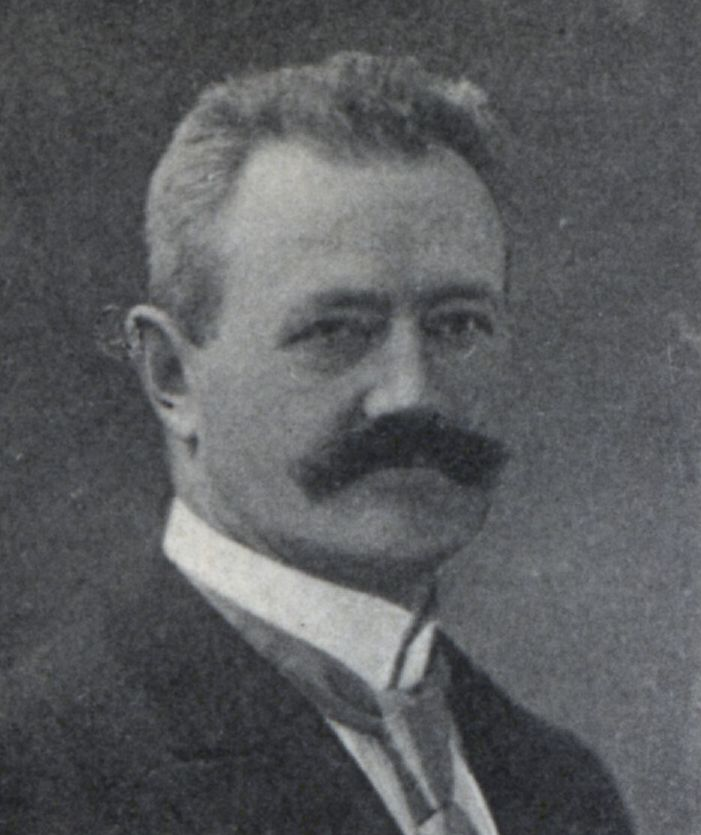
Wilhelm Freiherr Knigge als Reichstagsabgeordneter 1912

Wilhelm Freiherr Knigge (* 10. Juni 1863 in Altabgülden; † 2. Juli 1932 in Schneidemühl) war Rittergutsbesitzer und Mitglied des Deutschen Reichstags.

## Herkunft
Wilhelm Knigges Eltern waren Freiherr August Adam Otto von Knigge, Herr auf Pattensen und Santen, (* 25. Juni 1824; † 28. November 1895) und dessen Ehefrau die Baronesse Helene von Koskull (* 6. Juli 1837; † 1. April 1900), aus dem Hause Kruschkaln.

## Leben
Knigge wurde bis 1874 durch Hauslehrer unterrichtet und besuchte dann das Gymnasium in Hannover bis 1881. Er erlernte die praktische Landwirtschaft in der Provinz Sachsen und studierte 1882 auf der Universität Halle. 1884 wurde er Offizier im 10. Husaren-Regiment zu Stendal. Sein letzter Dienstgrad war Major d. Reserve. Er war Rittergutsbesitzer in Grunau bei Flatow, Mitglied des Kreistags in Flatow und Vorstandsmitglied des Kreissynode. Er war Inhaber der Landwehrdienstauszeichnung I. Klasse, des Eisernen Kreuzes II. Klasse (1915) und Ehrenritter des Johanniterordens. Während des I. Weltkriegs diente er nach anfänglichem kavalleristischen Fronteinsatz als Kreishauptmann in Libau.
Er besaß auf Gut Bredenbeck eine Sammlung Löser-Münzen. 1929/1930, am Beginn der Weltwirtschaftskrise, wurden sie in Hannover vom Auktionshaus Sally Rosenberg an unterschiedliche Sammler versteigert. 
Von 1912 bis 1918 war er Mitglied des Deutschen Reichstags für den Wahlkreis Regierungsbezirk Marienwerder 7 (Schlochau, Flatow) und die Deutschkonservative Partei.

## Familie
Er heiratete am 14. Oktober 1887 in Mittau die Gräfin Klara zu Castell-Rüdenhausen (* 15. Oktober 1861). Das Paar hatte wenigstens eine Tochter:
- Marie Luise (* 20. Juli 1895)